# Kanton Roanne-1
 Roanne-1 is een kanton van het Franse departement Loire. Het kanton maakt deel uit van het arrondissement Roanne.
Het kanton Roanne-1 werd  gevormd ingevolge het decreet van 26 februari 2014 met uitwerking in maart 2015 met Roanne als hoofdplaats. 

## Gemeenten
Het kanton omvat volgende gemeenten :
- Mably
- Het noordelijk deel van Roanne